# Gravvika
Gravvika är en kyrkby i Nærøysunds kommun i Trøndelag fylke i mellersta Norge. Byn ligger vid fylkesväg 771, på ett näs mellan Eiterfjorden och Årsetfjorden. Här finns Gravviks kyrka.
Tidigare har byn utgjort centralort i dåvarande Gravviks kommun, därefter har den tillhört dåvarande Nærøy kommun.